# Płaskosz pędowy czernicy
Płaskosz pędowy czernicy (Exobasidium myrtilli Siegm.) – gatunek grzybów z rodziny płaskoszowatych (Exobasidiaceae).

## Systematyka i nazewnictwo
Pozycja w klasyfikacji według Index Fungorum: Exobasidium, Exobasidiaceae, Exobasidiales, Exobasidiomycetidae, Exobasidiomycetes, Ustilaginomycotina, Basidiomycota, Fungi.
Po raz pierwszy opisał go w 1879 r. Wilhelm Siegmund. Synonimy:
- Exobasidium decolorans Harkn. 1884
- Exobasidium vaccinii-myrtilli (Fuckel) Juel 1912
- Exobasidium vaccinii-myrtilli f. amphigena Juel 1912
- Fusidium vaccinii f. vaccinii-myrtilli Fuckel 1863[2].

Polską nazwę zarekomendowała Komisja do spraw polskiego nazewnictwa grzybów.

## Charakterystyka
Grzyb pasożytniczy, monofag rozwijający się na liściach, pędach i pąkach kwiatowych borówki czarnej. Atakuje systemowo całe pędy. Porażone pędy zmieniają barwę na czerwoną, są nabrzmiałe i w końcowej fazie rozwoju grzyba pokryte białym hymenium. Zarodniki patogena są słabo zakrzywione, septowane i mają długość do 16 µm.
Znane jest występowanie tego gatunku głównie w Europie, podano też dwa stanowiska w zachodniej części USA.